# 2-氯-1,1,1-三氟乙烷
2-氯-1,1,1-三氟乙烷是一种来自脂肪族和饱和卤代烃的化合物。

## 制备
2-氯-1,1,1-三氟乙烷可由三氯乙烯的氢氟化反应得到。

## 特征
2-氯-1,1,1-三氟乙烷是一种具有刺激性气味的无色气体，几乎不溶于水。该化合物的臭氧层消耗潜能值为0.060。

## 用途
2-氯-1,1,1-三氟乙烷可用作塑料的发泡剂。它也是制造氟烷的中间体。它在有机合成中用作制冷剂、溶剂和试剂。